# Louis Garrel
Louis Garrel (Parigi, 14 giugno 1983) è un attore, regista e sceneggiatore francese.
È figlio del regista Philippe Garrel e di Brigitte Sy, attrice e regista anch'essa. Il nonno Maurice Garrel e il padrino Jean-Pierre Léaud sono entrambi famosi attori francesi. Ha una sorella minore, Esther Garrel, anche lei attrice.

## Biografia
Entra molto presto nel mondo dello spettacolo, sin da piccolo ha ruoli nei film del padre, il primo in Les baisers de secours all'età di 6 anni. Da adolescente si distingue per il suo talento frequentando i corsi di recitazione della sua scuola. Dopo studi letterari passa al Lycée Fénelon di Parigi, ma rinuncia al diploma per proseguire gli studi al Conservatorio Nazionale Superiore di Arte Drammatica di Parigi, dove si diploma nel 2004 (anno in cui affianca Isabelle Huppert nel film Ma mère).
Ottiene il suo primo vero ruolo nel cinema nel 2001, nel film di Rodolphe Marconi, Ceci est mon corps. Prosegue la sua carriera nel cinema con film che affrontano il periodo delle rivolte studentesche, che ebbero il loro apice nel maggio 1968, detto il Maggio francese. Questi film sono The Dreamers - I sognatori (2003) di Bernardo Bertolucci e Les Amants réguliers (2005) del padre; grazie a quest'ultimo film ottiene il Premio César per la migliore promessa maschile. In molti suoi film dimostra di avere talento anche come cantante. Nel 2007 affianca Valeria Bruni Tedeschi in Actrices.
Assieme a Chantal Akerman, Gaël Morel, Jean-Pierre Limosin, Zina Modiano, Victoria Abril, Catherine Deneuve, Christophe Honoré, Yann Gonzalez, Clotilde Hesme, Chiara Mastroianni, Agathe Berman e Paulo Branco è tra i sottoscrittori della lettera aperta agli spettatori cittadini (Lettre ouverte aux spectateurs citoyens), pubblicata da Libération il 7 aprile 2009, contro la legge numero 669 del 12 giugno 2009, nota come "Loi Création et Internet" istitutiva della HADOPI (Haute Autorité pour la diffusion des oeuvres et la protection des droits sur l'Internet). Nel 2011 affianca Monica Bellucci nel film Un été brûlant. Nel 2013 partecipa al film La gelosia. Nel 2017 interpreta Jean-Luc Godard nel film biografico Il mio Godard. Nel 2021 affianca Léa Seydoux in Storia di mia moglie. Nel 2022 affianca di nuovo Isabelle Huppert in L'ombra di Caravaggio, con Riccardo Scamarcio. Si è autodiretto nei film Due amici (2015), L'uomo fedele (2018), La crociata (2021) e L'innocente (2022).

## Vita privata
Parla fluentemente italiano e ha avuto per diversi anni una relazione con l'attrice Valeria Bruni Tedeschi, con cui ha adottato una bambina di origine senegalese, di nome Oumy Bruni Garrel; i due si sono lasciati.
Dal 2015 è legato alla modella e attrice francese Laetitia Casta, con la quale si è sposato nel giugno 2017 a Lumio in Corsica e da cui ha avuto un figlio, Azel, nel marzo 2021.
Garrel è stato visto in compagnia di un'altra ragazza nel corso dell'estate; sembra infatti che i due si siano lasciati, anche se non hanno rilasciato dichiarazioni ufficiali.

## Filmografia

### Attore

#### Cinema
- Les baisers de secours, regia di Philippe Garrel (1989)
- Ceci est mon corps, regia di Rodolphe Marconi (2001)
- La Guerre à Paris, regia di Yolande Zauberman (2002)
- The Dreamers - I sognatori (The Dreamers), regia di Bernardo Bertolucci (2003)
- Ma mère, regia di Christophe Honoré (2004)
- Les Amants réguliers, regia di Philippe Garrel (2005)
- Dans Paris, regia di Christophe Honoré (2006)
- Les Chansons d'amour, regia di Christophe Honoré (2007)
- Actrices, regia di Valeria Bruni Tedeschi (2007)
- La frontière de l'aube, regia di Philippe Garrel (2008)
- La Belle Personne, regia di Christophe Honoré (2008)
- Non ma fille, tu n'iras pas danser, regia di Christophe Honoré (2009)
- Le Mariage à trois, regia di Jacques Doillon (2010)
- Les Amours imaginaires, regia di Xavier Dolan (2010)
- Les Bien-Aimés, regia di Christophe Honoré (2011)
- Un été brûlant, regia di Philippe Garrel (2011)
- Les coquillettes, regia di Sophie Letourneur (2012)
- Un castello in Italia (Un château en Italie), regia di Valeria Bruni Tedeschi (2013)
- La gelosia (La Jalousie), regia di Philippe Garrel (2013)
- Saint Laurent, regia di Bertrand Bonello (2014)
- L'astragale, regia di Brigitte Sy (2015)
- All'ombra delle donne (L'Ombre des femmes), regia di Philippe Garrel (2015)
- Mon roi - Il mio re (Mon roi), regia di Maïwenn (2015)
- Due amici (Les deux amis), regia di Louis Garrel (2015)
- Planetarium, regia di Rebecca Zlotowski (2016)
- Mal di pietre (Mal de pierres), regia di Nicole Garcia (2016)
- Il mio Godard (Le Redoutable), regia di Michel Hazanavicius (2017)
- I fantasmi d'Ismael (Les Fantômes d'Ismaël), regia di Arnaud Desplechin (2017)
- L'uomo fedele (L'Homme fidèle), regia di Louis Garrel (2018)
- Un peuple et son roi, regia di Pierre Schoeller (2018)
- L'ufficiale e la spia (J'accuse), regia di Roman Polański (2019)
- Piccole donne (Little Women), regia di Greta Gerwig (2019)
- Rifkin's Festival, regia di Woody Allen (2020)
- Storia di mia moglie (A feleségem története), regia di Ildikó Enyedi (2021)
- La crociata (La Croisade), regia di Louis Garrel (2021)
- Mon légionnaire, regia di Rachel Lang (2021)
- Coma, regia di Bertrand Bonello (2022)
- Le vele scarlatte (L'Envol), regia di Pietro Marcello (2022)
- L'innocente, regia di Louis Garrel (2022)
- Forever Young - Les Amandiers (Les Amandiers), regia di Valeria Bruni Tedeschi (2022)
- L'ombra di Caravaggio, regia di Michele Placido (2022)
- I tre moschettieri - D'Artagnan (Les trois mousquetaires: D'Artagnan), regia di Martin Bourboulon (2023)
- Il grande carro (Le Grand Chariot), regia di Philippe Garrel (2023)
- I tre moschettieri - Milady (Les trois mousquetaires: Milady), regia di Martin Bourboulon (2023)
- Le Deuxième Acte, regia di Quentin Dupieux (2024)

#### Cortometraggi
- Un lever de rideau, regia di François Ozon (2006)
- Choisir d'aimer, regia di Rachid Hami (2008)
- Diarchia, regia di Ferdinando Cito Filomarino (2010)
- La règle de trois, regia di Louis Garrel (2011)

### Regista
- Mes copains (2008)
- La règle de trois (2011) cortometraggio
- Due amici (Les deux amis) (2015)
- L'uomo fedele (L'Homme fidèle) (2018)
- La crociata (La Croisade) (2021)
- L'innocente (L'innocent) (2022)

### Sceneggiatore
- Mes copains (2008)
- Due amici (Les deux amis), regia di Louis Garrel (2015)
- L'uomo fedele (L'Homme fidèle), regia di Louis Garrel (2018)
- La crociata, regia di Louis Garrel (2021)
- L'innocente (L'innocent), regia di Louis Garrel (2022)

### Doppiatore
- Van Gogh - Sulla soglia dell'eternità (At Eternity's Gate), regia di Julian Schnabel (2018)
- L'isola dei cani (Isle of Dogs), regia di Wes Anderson (2018)

## Teatro
- Le onde, da Virginia Woolf, regia di Guillaume Vincent. Théâtre National de Bretagne di Rennes (2004)
- Schändung di Botho Strauß, regia di Luc Bondy. Teatro dell'Odéon di Parigi (2005)
- La trilogia di Belgrado di Biljana Srbljanović, regia di Christian Benedetti. Théâtre-Studio di Alfortville (2005)
- Baal di Bertolt Brecht, regia di Sylvain Creuzevault. Ateliers Berthier di Parigi (2006)
- Il ritorno a casa di Harold Pinter, regia di Luc Bondy. Teatro dell'Odéon di Parigi, Piccolo Teatro di Milano e tournée europea (2012-2013)
- Le false confidenze di Pierre de Marivaux, regia di Luc Bondy. Teatro dell'Odéon di Parigi (2014)

## Riconoscimenti
- Premio César
  - 2006 - Migliore promessa maschile per Les Amants réguliers
  - 2011 - Candidatura per il miglior cortometraggio per Petit Tailleur
  - 2015 - Candidatura per il migliore attore non protagonista per Saint Laurent
  - 2016 - Candidatura per il migliore attore non protagonista per Mon roi - Il mio re
  - 2018 - Candidatura per il migliore attore per Il mio Godard
  - 2020 - Candidatura per il migliore attore non protagonista per L'ufficiale e la spia
  - 2021 - Candidatura per il migliore attore non protagonista per DNA - Le radici dell'amore
  - 2023 - Migliore sceneggiatura originale per L'innocente
  - 2023 - Candidatura per il miglior regista per L'innocente
  - 2023 - Candidatura per il migliore attore per L'innocente

## Doppiatori italiani
Nelle versioni in italiano delle opere in cui ha recitato, Louis Garrel è stato doppiato:
- Giorgio Borghetti in L'uomo fedele, L'ufficiale e la spia, L'innocente, Il grande carro
- David Chevalier in Ma mère, Planetarium
- Gianfranco Miranda in Mon roi - Il mio re, Mal di pietre
- Simone D'Andrea ne I tre moschettieri - D'Artagnan, I tre moschettieri - Milady
- Ruggero Andreozzi in Le bureau - sotto copertura, DNA - Le radici dell'amore
- Edoardo Ponti in The Dreamers - I sognatori
- Osmar Santucho in Actrices
- Enrico Chirico in Un été brûlant
- Federico Di Pofi in La gelosia
- Alessio Puccio in Due amici
- Edoardo Stoppacciaro in Il mio Godard
- Stefano Crescentini in I fantasmi d'Ismael
- Xavier Jean Sartre in Piccole donne
- Frédéric Lachkar in Rifkin's Festival
- Massimiliano Manfredi in Storia di mia moglie
- Maurizio Merluzzo in La crociata
- Lorenzo De Angelis in Le vele scarlatte
- Jacopo Venturiero in Forever Young - Les Amandiers
- Adriano Giannini in L'ombra di Caravaggio

Da doppiatore è sostituito da:
- Edoardo Stoppacciaro in Van Gogh - Sulla soglia dell'eternità